# 优瑞
Jura Elektroapparate AG是一家瑞士家用电器研發商和经销商，总部位于索洛圖恩州下布赫錫滕。该公司由Leo Henzirohs于1931年创立。Jura曾經拥有自己的工厂，但从20世纪90年代开始，公司将生产業務外包。Jura比較著名的產品有20世纪80年代初開始生產的濃縮咖啡机，Jura大部分的销售额都由濃縮咖啡机帶來。Jura曾經因生產其他種類的家电产品而出名，特別是熨斗。2008年年底開始，Jura基本停止销售熨斗产品，但在瑞士本土市场，Jura仍銷售少量的經典款非咖啡機产品，如熨斗、复古风格的烤面包机等。